# Igor Wladimirowitsch Lukaschin
Igor Wladimirowitsch Lukaschin (russisch Игорь Владимирович Лукашин; * 7. August 1979 in Pensa) ist ein ehemaliger russischer Wasserspringer. Er sprang im 10-m-Turm- und Synchronspringen. Lukaschin wurde im Jahr 2000 Olympiasieger und gewann zudem mehrere Medaillen bei Welt- und Europameisterschaften.
Lukaschin konnte zunächst seit 1993 mehrere Medaillen bei Junioren-Welt- und Europameisterschaften gewinnen. Bei der Europameisterschaft 1997 in Sevilla gewann er dann seine erste Medaille im Erwachsenenbereich. Im 10-m-Synchronspringen errang er mit Alexander Warlamow Silber. Das Duo konnte ein Jahr später auch Bronze bei der Weltmeisterschaft in Perth gewinnen. Bei der Europameisterschaft 1999 in Istanbul gewann er erneut Silber im 10-m-Synchronspringen, diesmal an der Seite von Wladimir Timoschinin. Das Jahr 2000 wurde dann Lukaschins sportlich erfolgreichstes Jahr. Zunächst gewann er bei der Europameisterschaft in Helsinki vom Turm mit Dmitri Sautin Gold und im Einzel Bronze. In der Folge nahm er an den Olympischen Spielen in Sydney teil und wurde mit Sautin im 10-m-Synchronspringen Olympiasieger. Im Einzel vom Turm erreichte er das Finale und wurde Siebter. Bei den Weltmeisterschaften 2001 in Fukuoka und 2003 in Barcelona nahm Lukaschin in Einzel- und Synchronwettbewerben vom Turm teil, konnte aber keine weitere Medaille erringen.
Lukaschin schloss im Jahr 2005 ein Studium an der Staatlichen Pädagogischen Universität Pensa ab. Im gleichen Jahr beendete er seine aktive Karriere. Lukaschin wurde mit dem Orden der Freundschaft ausgezeichnet. Er ist verheiratet und hat eine Tochter.